# Synotis triligulata
Synotis triligulata là một loài thực vật có hoa trong họ Cúc. Loài này được (Buch.-Ham. ex D.Don) C.Jeffrey & Y.L.Chen miêu tả khoa học đầu tiên năm 1984.